# 方格核果螺
方格核果螺（学名：Drupa cancellata），是新腹足目骨螺科核果螺属的一种。主要分布于中国大陆，常栖息在低潮线。
Drupa cancellata (Quoy & Gaimard, 1833) 现接受为Muricodrupa fenestrata (Blainville, 1832)。